# Tarp Station
Tarp Station (tysk: Bahnhof Tarp) er en tysk jernbanestation i landsbyen Tarp i delstaten Slesvig-Holsten i det nordlige Tyskland. Stationen ligger på jernbanestrækningen Neumünster–Flensborg og åbnede i 1854 . Fra stationen går der regionaltog til Flensborg og Hamborg.